# Ingrid Ruin
Ingrid Linnea Ruin även känd som Ingrid Tigerstedt, född 15 maj 1881 i Björneborg i Finland, död 3 april 1956 i Helsingfors, var en finländsk målare.

## Biografi
Ingrid Ruin var dotter till tullkamreren Karl Napoleon Lignell och Henrika Lindholm samt halvsyster till filosofen Hans Ruin. Efter att hennes far avlidit adopterades hon av professor Waldemar Ruin. Hon studerade vid Finska konstföreningens ritskola i Helsingfors 1897–1901, Det Kongelige Danske Kunstakademi 1901–1903 och privat för Albert Edelfelt 1903–1905 samt var elev och medhjälpare till Anders Zorn i Mora 1905–1911 och genom självstudier under resor till bland annat Tyskland, Frankrike och Italien. Hon var från början av 1930-talet huvudsakligen bosatt i Stockholm, men tillbringade i regel somrarna på styvfaderns Härligö i Ingå, där hon hade en egen ateljé. 
I Sverige ställde hon ut separat några gånger på Hultbergs konsthandel i Stockholm och på Palace Hotel i Göteborg. Hon medverkade i ett flertal samlingsutställningar i Finland, Stockholm, S:t Petersburg, Köpenhamn, Oslo, Berlin och Rom. Hon blev känd för sina naketmålningar som var inspirerade av Zorns målningar med nakna dalkullor men hon målade även folkdräktsklädda kvinnor, porträtt och figurer. I sitt färgstarka måleri tog Ingrid Ruin starka intryck av Zorn och stod även i fråga om motivkretsen denne nära. Hon uppmärksammades ordentligt först i samband med en  retrospektiv utställning på Riihimäki konstmuseum 2005. Ruin är representerad vid Serlachius stiftelse i Helsingfors samt ett flertal museer i Finland.
Ingrid Ruin var gift första gången 1919 i Köpenhamn med ingenjören Erik Magnus Campbell Tigerstedt och andra gången från 1931 med redaktören Torsten Gottlob Hagelberg.